# Jet-Boot Jack
Jet-Boot Jack is een videospel voor diverse platforms. Het spel werd uitgebracht in 1983. 

## Platforms
| Jaar | Platform                                       |
| ---- | ---------------------------------------------- |
| 1983 | Atari 8-bit                                    |
| 1984 | Amstrad CPC, BBC Micro, Commodore 64, Electron |

## Ontvangst
| Beoordeeld door                | Jaar | Platform    | Score |
| ------------------------------ | ---- | ----------- | ----- |
| Computer and Video Games (CVG) | 1984 | Atari 8-bit | 80%   |
| TeleMatch                      | 1984 | Atari 8-bit | 60%   |